# Neoplocaederus incertus
Neoplocaederus incertus là một loài bọ cánh cứng trong họ Cerambycidae.